# Nasj sosed
Nasj sosed (Russisch: Наш сосед, Nederlands: Onze buurman) is een Russisch muzieknummer uit 1968 geschreven door Boris Potjomkin. Het nummer gaat over een buurman die van 's ochtends vroeg tot 's avonds laat muziek speelt op zijn klarinet en trompet. Het werd voor het eerst uitgebracht in 1968 door Michail Boetman en werd ook vaak gezongen door Edita Pjecha. In 2010 werd het nummer door Gary Caos gesampled in 'Party People' en in 2012 door WTF! in Da Bop die daarmee een hit scoorde in Nederland.

## Andere versies
- 1968: Irena Santor - Piosenka o sąsiedzie
- 2010: Gary Caos - Party People
- 2012: WTF! - Da Bop